# Guarea rhopalocarpa
Guarea rhopalocarpa är en tvåhjärtbladig växtart som beskrevs av Ludwig Radlkofer. Guarea rhopalocarpa ingår i släktet Guarea och familjen Meliaceae. Inga underarter finns listade i Catalogue of Life.